# Kryptonim HHhH
Kryptonim HHhH (oryg. HHhH) – belgijsko-francusko-brytyjski dramat wojenny z 2017 roku w reżyserii Cédrica Jimeneza.

## Obsada
- Jason Clarke jako Reinhard Heydrich
- Rosamund Pike jako Lina Heydrich
- Stephen Graham jako Heinrich Himmler
- Jack O’Connell jako Jan Kubiš
- Jack Reynor jako Jozef Gabčík
- Mia Wasikowska jako Anna Novak
- Gilles Lellouche jako Václav Morávek
- Tom Wright jako Josef Valčík
- Volker Bruch jako Walter Schellenberg
- Barry Atsma jako Karl Hermann Frank
- Adam Nagaitis jako Karel Čurda
- Enzo Cilenti jako Adolf Opálka
- Geoff Bell jako Heinrich Müller
- Delaet Ignace jako Klaus Heydrich
- Noah Jupe jako Ata Moravec
- Ian Redford jako Ernst Röhm
- David Rintoul jako Eduard Wagner
- Vernon Dobtcheff jako Emil Hácha

## Fabuła
Reinhard Heydrich służy jako oficer w niemieckiej marynarce wojennej. Gdy zostaje zwolniony postanawia za namową swojej przyszłej żony Liny wstąpić do NSDAP. Kobieta przedstawia go Heinrichowi Himmlerowi, który dostrzegając potencjał Heydricha mianuje go szefem nowej służby bezpieczeństwa. Dzięki swojej skuteczności w zwalczaniu komunistów oraz ambicjom staje także na czele gestapo. Po wybuchu II wojny światowej Heydrich awansuje na stanowisko dyrektora Głównego Urzędu Bezpieczeństwa Rzeszy. Szantażując generała Eduarda Wagnera uzyskuje informacje, które umożliwiają Einsatzgruppen eksterminację Żydów w Europie Wschodniej. We wrześniu 1941 roku zostaje mianowany protektorem Czech i Moraw. Jego brutalne rządy sprawiają, że czeski ruch oporu postanawia przeprowadzić na niego zamach.

## Produkcja
Scenariusz filmu oparto na powieści francuskiego pisarza Laurenta Bineta pt. „HHhH”, opowiadającej o operacji Antropoid, której celem była eliminacja Reinharda Heydricha. Tytuł odnosi się do porzekadła krążącego w nazistowskich Niemczech Himmlers Hirn heißt Heydrich (Mózg Himmlera nazywa się Heydrich).
Zdjęcia do filmu rozpoczęły się 14 września 2015 roku i zakończyły 1 lutego 2016 roku. Realizowano je w Pradze oraz w Budapeszcie.